# Дољан
Дољан је насељено место у саставу општине Свети Илија у Вараждинској жупанији, Хрватска. До територијалне реорганизације у Хрватској налазио се у саставу старе општине Вараждин.

## Становништво
На попису становништва 2011. године, Дољан је имао 409 становника.

## Попис1991.
На попису становништва 1991. године, насељено место Дољан је имало 392 становника, следећег националног састава:
| Попис 1991.‍ | Попис 1991.‍ | Попис 1991.‍ | Попис 1991.‍ | Попис 1991.‍ |
| ----------- | ----------- | ----------- | ----------- | ----------- |
|             |             |             |             |             |
| Хрвати      | Хрвати      |             | 390         | 99,48%      |
| непознато   | непознато   |             | 2           | 0,51%       |
| укупно: 392 |             |             |             |             |